# 入善町立入善西中学校
入善町立入善西中学校（にゅうぜんちょうりつ にゅうぜんにしちゅうがっこう）は、富山県下新川郡入善町にある公立中学校。2024年に創立50周年を迎えた。

## 沿革
上青中学校
- 1947年4月1日 - 上原村、青木村組合立中学校として発足[1]。
- 1949年10月 - 校舎落成[1]。
- 1951年9月 - 講堂、応接室新築[1]。
- 1957年4月 - 給食調理室竣工[2]。
- 1958年9月 - 特別教室増築[2]。
- 1960年9月 - 図書室、音楽室を増築[2]。
- 1962年10月 - 特別教室落成[3]。

飯野中学校
- 1947年4月1日 - 飯野村立飯野中学校として発足[1]。
- 1948年12月 - 校舎落成[1]。
- 1950年10月 - 校舎増築[1]。
- 1952年8月 - 講堂落成[4]。
- 1959年9月 - 特別教室増築[2]。
- 1975年3月22日 - 閉校式を挙行[5]。

黒東中学校
- 1947年4月1日 - 新屋村、小摺戸村組合立中学校として発足[1]。
- 1948年10月 - 校舎落成、運動場開き[1]。
- 1950年 - 講堂落成[1]。
- 1953年8月 - 特別教室落成[4]。
- 1955年11月 - 調理室竣工[4]。
- 1961年7月 - プール竣工[2]。
- 1962年 - 理科教室センター開所[3]。

入善西中学校
- 1973年8月21日 - 校舎の起工式[6]。
- 1975年
  - 4月1日 - 上青中学校、飯野中学校、黒東中学校が統合し、入善町立入善西中学校創立。同年4月10日に開校式を挙行[7]
  - 10月末 - ピロティ方式の体育館が完成し、11月10日に落成式・校歌披露[8]。
  - 11月17日 - スクールバス（4路線）運行開始[9]。
- 1979年7月24日 - プール完成[10]。
- 2024年4月1日 -  開校50周年。

## 進学前小学校
- 入善町立上青小学校
- 入善町立飯野小学校
- 入善町立黒東小学校

## 交通
- あいの風とやま鉄道あいの風とやま鉄道線入善駅より徒歩25分

## 周辺
- 国道8号
- 入善町立上青小学校